# Christa Cowrie
Christa Cowrie (Hamburgo, 1949) es una fotógrafa mexicana-alemana que empezó su carrera en el fotoperiodismo, aunque es más conocida por su trabajo documentando eventos de danza y teatro en México. Cowrie llegó a México en 1963 y empezó su carrera en el periódico Excélsior en 1975. En 1977 fue una de los fundadores del periódico Unomásuno, también trabajando para fundar uno de sus suplementos, enfocándose en periodismo ecológico. Su trabajo comenzó a virar hacia la fotografía de la danza y teatro a mitades de los noventa trabajando con el Centro Nacional de las Artes. El archivo que ella ha creado con esta institución es uno de los más importantes en México, de los cuales documenta danza y teatro. Su trabajo ha sido reconocido con membresía al Salón de la Plástica Mexicana.

## Vida
Cowrie nació en Hamburgo, Alemania en 1949 y emigró a México en 1963. Estudió fotografía con Lázaro Blanco.

## Carrera
Cowrie empezó su carrera profesional como una fotoperiodista en 1975, creando ensayos fotográficos para el periódico Excélsior. Ella fue parte de un grupo de periodistas que fundó el periódico Unomásuno en 1977. Con Patricia Cardonal, ella creó el suplemento Dos Mil Uno del periódico. Salud y Ecología en 1989, un pionero en periodismo ecológico en México. Ella fue la coordinadora gráfica del suplemento hasta 1995. De 1995 a 2002, ella trabajó con la sección cultural y el suplemento Sábado del mismo periódico.
Empezando a mitades de los noventa, su trabajo empezó a desviarse del periodismo a la fotografía de teatro y danza. En 1996, empezó a trabajar con el Centro de Investigación de Teatro y Danza (CITRU) y Cenidi-Danza (INBA) encontrado en el Centro Nacional de las Artes, donde ella está a cargo de documentar eventos de danza y teatro en México. También maneja para esta organización la publicación de libros, CD, páginas web y Bibliotecas digitales. En 2002 ella empezó a colaborar con la revista Vértigo, y sus fotografías de danza y teatro han aparecido en la revista Proceso. Desde ese año, ella había sido una de los fotógrafos oficiales del Festival Internacional Cervantino y coordina el departamento de fotografía de este evento anual.
Esta fotografía de las artes escénicas de México, comprende uno de los archivos más importantes de danza y teatro del país. El trabajo de Cowrie ha sido exhibido en más de 75 exhibiciones individuales y colectivas. Estas incluyen una exhibición individual en el año 2000, en la embajada Mexicana de Austria, y un show en 2001, en Bratislava, Slovakia. Entre los lugares en México en donde su trabajo ha aparecido, incluyen el Palacio de Bellas Artes, el Museo de Arte Carrillo Gil, el Museo Universitario del Chopo, el Museo Nacional de San Carlos, el Centro de la Imagen y el Centro Nacional de las Artes. A través del Consejo Mexicano de Fotografía su trabajo ha sido expuesto en países como Estados Unidos, Canadá, Cuba, Venezuela, Brasil, Italia, Francia y Alemania.
Su archivo de fotos de danza y teatro ha sido utilizado para ilustrar publicaciones del Palacio de Bellas Artes, El Ballet Nacional de México, el Ballet Teatro del Espacio y otros.
Gran parte de su trabajo ha sido publicado en libros como Anatomía del critica, Iconografía de Guillermina Bravo, La percepción del espectador, Dramaturgia del bailarín (todos por Patrica CardonaI) junto con Manual del coreógrafo por Lin Durán, Historia oral de Guillermina Bravo por César Delgado y La danza en México en el siglo XX por Alberto Dallal. Dos publicaciones están dedicadas completamente a su trabajo Danza contemporánea en México, Los canto fotográfico de Christa Cowrie y el CD Rom Christa Cowrie, obra fotográfica.
Publicaciones periódicas que han incluido su trabajo incluyen La Jornada, Time magazine, the New York Times, UPI, Kiosco, Le Press, La Gaceta de Sedesol, Fotozoom, Newsweek, Wisconsin Journal, Lio, The Boston Globe, Arqueología Mexicana, History of Photography, Revista Universidad de México, Viceversa y Paso de Gato.
Su trabajo ha sido reconocido con una membresía al Salón de la Plástica Mexicana, y en 2015 recibió el premio de la Cámara de Plata por parte de la revista Cuartoscuro, por los trabajos que ha realizado durante su vida.
Ha recibido 2 premios Kinsey.

## Arte
Su intención inicial en su carrera fue el fotoperiodismo y sin embargo fue atraída a la fotografía de danza y teatro, ya que encontró que estos la mantenían concentrada para hacer tomas perfectas Ella ha declarado, “Encuentro en la danza el eterno ejercicio de estar lista para la toma. Es un ejercicio visual con energía y disciplina porque la danza moderna es completamente impredecible. Mucho como el deporte porque uno debe tomar la foto en el momento preciso, pero nunca me ha satisfecho del todo; la danza sí.”